# كايتو أوكي
كايتو أوكي (باليابانية: 起 海斗) (مواليد 14 نوفمبر 2000) هو لاعب كرة قدم ياباني.

## وصلات خارجية
- كايتو أوكي على موقع رابطة كرة القدم اليابانية للمحترفين (اليابانية)
- كايتو أوكي على موقع قاعدة بيانات كرة القدم.إي يو (الإنجليزية)
- كايتو أوكي على موقع Soccerway.com (الإنجليزية)
- كايتو أوكي على موقع عالم كرة القدم.نت (الإنجليزية)